# Nina Kennedy
Nina Kennedy (Busselton, 5 april 1997) is een Australische atlete die het nationale record in het polsstokhoogspringen in handen heeft, met een hoogte van 4,91 meter. Ze won de gouden medaille op de Olympische Zomerspelen van 2024, de wereldkampioenschappen atletiek in 2023 (gedeeld met de Amerikaanse Katie Moon) en de Gemenebestspelen van 2022.

## Titels
- Gemenebestkampioene polsstokhoogspringen - 2022
- Wereldkampioene polsstokhoogspringen - 2023
- Olympisch kampioene polsstokhoogspringen - 2024

## Persoonlijke records
| Onderdeel                      | Hoogte | Datum            | Plaats |
| ------------------------------ | ------ | ---------------- | ------ |
| polsstokhoogspringen (outdoor) | 4,91 m | 30 augustus 2023 | Zürich |

## Palmares

### polsstokhoogspringen
- 2018:  GS - 4,60 m
- 2020: 12e in kwal. OS - 4,40 m
- 2022:  WK - 4,80 m
- 2022:  GS - 4,60 m
- 2023:  WK - 4,90 m
- 2024:  OS - 4,90 m

Diamond League-overwinningen
- 2022:  Herculis - 4,66 m
- 2022:  Weltklasse Zürich - 4,81 m
- 2023:  Meeting de Paris - 4,77 m
- 2023:  Weltklasse Zürich - 4,91 m
- 2024:  Herculis - 4,85 m
- 2024:  London Athletics Meet - 4,85 m
- 2024:  Golden Gala - 4,83 m
- 2024:  Weltklasse Zürich - 4,87 m
- 2024:  Memorial Van Damme - 4,88 m

2000: Stacy Dragila ·
2004: Jelena Isinbajeva ·
2008: Jelena Isinbajeva ·
2012: Jennifer Suhr ·
2016: Ekaterini Stefanidi ·
2020: Katie Nageotte ·
2024: Nina Kennedy
1999 Stacy Dragila · 
2001 Stacy Dragila · 
2003 Svetlana Feofanova · 
2005 Jelena Isinbajeva ·
2007 Jelena Isinbajeva ·
2009 Anna Rogowska ·
2011 Fabiana Murer ·
2013 Jelena Isinbajeva ·
2015 Yarisley Silva ·
2017 Ekaterini Stefanidi ·
2019 Anzjelika Sidorova ·
2022 Katie Nageotte ·
2023 Nina Kennedy & Katie Moon